# Gianna M.
Il Gianna M. (già A, già Wotan) è stato un piroscafo cisterna (in precedenza motonave cisterna) italiano (ed in precedenza statunitense e tedesca), violatore di blocco durante la seconda guerra mondiale. Dopo la cattura ha navigato sotto bandiera britannica con i nomi di Empire Control e Kleinella.

## Storia
Completata nell'agosto 1913 dalla Reiherstieg Schiffswerft & Maschinenfabrik di Amburgo (numero di cantiere 447), con il nome di Wotan, la nave era in origine una motonave cisterna – una delle prime motonavi mai costruite – da 5703 tonnellate di stazza lorda e 3449 tonnellate di stazza netta, appartenente alla Deutsche-Amerikanische Petroleum Gesellschaft, con sede ad Amburgo (città presso la quale, infatti, la motocisterna risultava registrata). Nell'agosto 1914 la Wotan venne requisita dalla Kaiserliche Marine ed impiegata come nave appoggio, denominata A. Restituita agli armatori nel giugno 1915, la motocisterna, secondo alcune fonti, venne consegnata agli Stati Uniti nel giugno 1919, come riparazione dei danni di guerra, e fu quindi affidata alla Standard Oil Company (secondo altra fonte la nave passò sotto bandiera inglese dal 2 dicembre 1919). Il 22 dicembre 1920 la nave lasciò Londra per New York, ma durante il viaggio ebbe avarie alle macchine e venne quindi posta in disarmo a Baltimora, rimanendovi per diversi anni. Secondo altre fonti, nell'aprile 1919 la nave venne consegnata in conto riparazione danni di guerra al Regno Unito, e nel 1923, dopo un'avaria di macchina, fu rivenduta alla Reparation Commission of USA, che la registrò a New York e la diede in gestione alla Standard Oil Company, del New Jersey.
Nel 1927 la Wotan fu venduta alla Compagnia Italiana Trasporto Olii Minerali (CITOM), con sede a Genova, ed iscritta con matricola 1493 al Compartimento marittimo di Genova. Ribattezzata Gianna M., la nave fu sottoposta a lavori che ne aumentarono lievemente la stazza lorda a 5719 tsl (mentre la stazza netta risultò essere 3395,98 tsn) e che comportarono la sostituzione del motore diesel con una macchina a vapore a triplice espansione (con cilindri di 67, 110 e 180 cm e corsa di 120 cm), prodotta dalla ditta Gutehoffnungshütte di Oberhausen.
All'entrata dell'Italia nel secondo conflitto mondiale, il 10 giugno 1940, la Gianna M., al comando del capitano Giuseppe Bozza e con 55 uomini di equipaggio, era in navigazione in mezzo all'Oceano Atlantico dopo essere partita da Tampico diretta a Genova con un carico di 8200 tonnellate di nafta: il comandante Bozza, consultatosi con gli ufficiali, decise che la cosa migliore da fare per salvare l'unità sarebbe stato raggiungere l'arcipelago delle Canarie, territorio spagnolo e neutrale. La nave accostò quindi verso sudest e diresse su Las Palmas de Gran Canaria, giungendo in vista di tale porto proprio mentre a poppa della petroliera compariva la sagoma dell'incrociatore francese Georges Leygues: navigando a 32 nodi, l'unità nemica si avvicinò alla Gianna M. per cercare di catturarla, ma il comandante Bozza, senza attendere l'arrivo del pilota, fece accostare rapidamente a dritta – bruciando i cuscinetti di banco per lo sforzo cui furono sottoposte le macchine – e fece entrare la nave a tutta forza nel porto di Las Palmas. Il Georges Leygues sparò inutilmente alcune bordate, quindi invertì la rotta e si allontanò. Nei successivi undici mesi la Gianna M., requisita dalla Regia Marina (ma non iscritta nel ruolo del naviglio ausiliario dello Stato) dal 29 giugno 1940, stazionò inattiva a Las Palmas (per alcune fonti vi fu temporaneamente posta in disarmo).
Nel frattempo lo Stato Maggiore della Regia Marina aveva proposto ed ottenuto di mettere a punto un piano per far forzare il blocco alleato da parte dei mercantili rifugiati nelle nazioni neutrali più benevole nei confronti dell'Italia (Spagna, Brasile e Giappone) e farli giungere a Bordeaux, base atlantica italiana (Betasom) nella Francia occupata (o, per altre unità, a Saint Nazaire): le navi sarebbero passate sotto il controllo delle forze tedesche, mentre i carichi (ancora a bordo da quando, dopo la dichiarazione di guerra, si erano rifugiate nei porti neutrali) sarebbero stati trasferiti in Italia via terra. Dopo la trasmissione delle istruzioni da seguire per la partenza ed il viaggio, venne organizzata la partenza dei vari mercantili, iniziando dalla Spagna continentale, dalla quale, tra il febbraio ed il giugno 1941, si trasferirono a Bordeaux i mercantili Clizia, Capo Lena ed Eugenio C.. Venne quindi organizzato il trasferimento delle navi che si trovavano nelle Canarie, 17 in tutto. Dato che tuttavia, dopo un anno di inattività, molte unità non erano in condizioni adatte ad affrontare una difficile traversata atlantica in tempo di guerra (le carene erano ricoperte di denti di cane ed alcune navi non erano entrate in bacino di carenaggio da oltre due anni), venne disposto l'invio alle Canarie del capitano di corvetta Eugenio Normand, che ispezionò tutti i mercantili là internati e compilò un dettagliato rapporto in cui individuò in nove le navi che avrebbero potuto prendere il mare: tra di esse vi era l'Atlanta. Nel corso di aprile partirono per la Francia, nell'ordine, i mercantili Capo Alga, Burano, Recco e Sangro: i primi due giunsero a destinazione, mentre gli ultimi due andarono perduti.
La Gianna M. fu la quinta nave a partire, lasciando Las Palmas il 23 aprile 1941. La pirocisterna diresse verso nord, seguendo la rotta indicata da Supermarina, evitando di incontrare le poche unità avvistate in lontananza, e la navigazione procedette tranquilla sino a 250 miglia dall'arrivo, quando la Gianna M. incontrò un fortunale di grande violenza. La nave veniva continuamente spazzata da enormi onde, spinte da un vento ciclonico, che sommergevano la coperta, trascinando in mare scialuppe, zatterini, verricelli e maniche a vento; si verificarono allagamenti in sala macchine, e destò preoccupazione anche lo stato dell'asse dell'elica, sottoposto a continui e violenti urti a causa del beccheggio. A causa delle ondate, la Gianna M. continuava a finire fuori rotta, ruotando alternativamente la prua verso dritta o sinistra, mentre il personale in plancia era costretto ad aggrapparsi ad ogni cosa per restare in piedi. Nonostante ciò, la nave si mantenne alla cappa nel mare in tempesta, per tre giorni e tre notti. Nella tarda mattinata del quarto giorno la depressione andò spostandosi verso est/sudest (ma la pressione rimase comunque ancora estremamente bassa), così che il vento, girato di prua, calò d'intensità, al pari del mare. La Gianna M. si apprestò ad entrare nel semicerchio maneggevole della depressione: seguendo le regole meteorologiche di Buys-Ballot, la petroliera avrebbe dovuto invertire la rotta ed allontanarsi dalla tempesta, tenendo vento e mare al giardinetto di dritta (a 20° dalla poppa) sino ad un miglioramento del tempo. Dato, tuttavia, che tale manovra avrebbe portato la Gianna M. in zone ove operavano i sommergibili italo-tedeschi, che avrebbero probabilmente attaccato la pirocisterna scambiandola per nemica, il comandante Bozza dovette restare alla cappa. La nave aveva riportato vari danni nella tempesta: tra le altre cose, il deposito prodiero della nafta venne parzialmente allagato dall'acqua di mare, obbligando gli ufficiali di macchina a filtrare il carburante prima del suo utilizzo, per evitare che l'acqua spegnesse i forni delle caldaie. La pirocisterna procedette in tali condizioni sino al 10 maggio, quando, navigando verso la costa della Francia, ormai quasi nei pressi del punto stabilito per innalzare i segnali di riconoscimento ed incontrare i dragamine tedeschi (M-Boote) inviati a scortarla sino alla Gironda, venne intercettata dall'incrociatore ausiliario britannico Hilary. Il maltempo era ancora forte, con foschia, forti piovaschi, forte vento e continue ondate che spazzavano la coperta: se il comandante Bozza avesse ordinato di accendere le micce per l'autoaffondamento, dato che tutte le imbarcazioni di salvataggio erano andate distrutte nel fortunale, probabilmente nessun membro dell'equipaggio si sarebbe salvato. Bozza decise pertanto di rinunciare all'autoaffondamento, ma la cattura non fu immediata, in quanto la tempesta impediva anche all'Hilary di calare l'imbarcazione con il drappello di preda che avrebbe dovuto abbordare la nave italiana: le due unità trascorsero la notte alla cappa, a breve distanza l'una dall'altra, la Gianna M. tenuta inquadrata e sotto tiro da proiettori e cannoni dell'Hilary. All'alba dell'11 maggio, in seguito ad un leggero miglioramento del tempo, l'incrociatore ausiliario poté calare un motoscafo con a bordo due ufficiali e dodici marinai armati, che, dopo aver faticosamente percorso, sballottato dalle onde, il tratto di mare che lo separava dalla petroliera, raggiunse la Gianna M. e procedette all'abbordaggio ed alla cattura della nave. Con l'equipaggio tenuto prigioniero a bordo, la pirocisterna navigò di conserva con l'Hilary, giungendo a Belfast il 20 maggio 1941. Secondo altre fonti, il 13 maggio, alle 7.40, le due navi si unirono al convoglio «HG 61», che, partito da Gibilterra il 6 maggio, giunse a Liverpool il 20 del mese: durante la navigazione, alle 10.33 del 18 maggio, la Gianna M. fu leggermente danneggiata da un attacco aereo contro il convoglio (alcune bombe caddero vicino alla nave, provocando l'allagamento del locale pompe, un leggero appruamento e la riduzione della velocità di mezzo nodo), e, dopo l'arrivo a Liverpool (avvenuto separatamente dal resto del convoglio, in quanto l'Hilary e la Gianna M. si separarono dalle altre navi alle 17 del 14 maggio, in posizione 47°04' N e 21°42' O), fu scortata a Belfast. Il 6-7 giugno 1941 la nave fece parte del convoglio «BB 30», che si trasferì da Belfast Lough a Milford Haven (Pembrokeshire).
Passata sotto il controllo del Ministry of War Transport, la nave venne ribattezzata Empire Control, con porto di registrazione Londra. L'unità fu quindi usata in guerra, gestita dapprima dalla Eagle Oil and Shipping Company Ltd di Belfast e successivamente dalla Davies & Newman Ltd.
Tra il 1941 ed il 1943 la pirocisterna navigò nelle acque del Regno Unito. Il 14 novembre 1941 l'unità lasciò Belfast aggregata al convoglio «ON 37», proveniente da Liverpool, giungendo a Belfast Lough il 3 dicembre, da dove partì il 4 febbraio 1942 con il convoglio «BB 133» (composto da 13 mercantili e da una nave scorta, partito da Belfast Lough il 4 febbraio 1942 e giunto a Milford Haven l'indomani), giungendo a Swansea il giorno seguente. Il 9 febbraio l'Empire Control lasciò Swansea, arrivando a Milford Haven il giorno seguente, e proseguendo il giorno stesso alla volta di Liverpool, dove arrivò il 12 febbraio. Il 1º marzo l'unità lasciò Liverpool per Holyhead, arrivandovi il 2 marzo e ripartendo quattro giorni dopo insieme al convoglio «BB 145» (12 mercantili ed una nave scorta, salpato da Belfast Lough il 6 marzo 1942 e giunto a Milford Haven il giorno seguente), arrivando a Swansea l'8 marzo. Il 14 marzo la pirocisterna ripartì da Swansea e fece rotta su Milford Haven, dove giunse il 15 marzo e da dove ripartì il 16 marzo per Clyde, ove arrivò il 18 marzo. Il 30 marzo la nave lasciò Oban insieme al convoglio «WN 264», arrivando a Methil il 2 aprile 1942 e ripartendone il giorno stesso insieme al convoglio «FS 766», giungendo a Southend il 4 aprile. Il 6 aprile l'unità ripartì da Southend con il convoglio «FN 675», arrivando a Methil l'8 aprile; il 16 aprile la petroliera ripartì da Methil unitamente al convoglio «FS 778», arrivando a Southend il 18 aprile e ripartendone il 22 aprile con il convoglio «FN 688»: il 25 aprile l'Empire Control arrivò a Methil. Lo stesso 25 aprile la pirocisterna ripartì da Methil aggregata al convoglio «EN 76», arrivando a Belfast Lough il 28 aprile e ripartendone il 2 maggio con il convoglio «BB 169» (Belfast Lough-Milford Haven 2-3 marzo 1942, 11 mercantili ed una nave scorta), arrivando a Swansea il 3 marzo. Il 6 marzo la nave lasciò Swansea per Milford Haven, arrivandovi il 7 marzo e ripartendone l'8 per Clyde, dove giunse il 10; l'11 maggio la nave cisterna ripartì da Clyde ed il giorno seguente arrivò a Belfast Lough, che lasciò lo stesso 12 maggio per Holyhead, arrivandovi il 13 maggio. Il giorno stesso l'Empire Control ripartì da Holyhead per Swansea con il convoglio «HM 8», arrivandovi il 14 maggio e ripartendo il 16 per Milford Haven, da dove, arrivata il 17, ripartì il 20 per Clyde con il convoglio «MH 106», arrivando a Clyde il 21 maggio. Il 26 maggio la nave lasciò Belfast Lough con il convoglio «BB 178» (Belfast Lough-Milford Haven 26-27 maggio 1942, 12 mercantili ed una nave scorta), arrivando a Swansea il 27 maggio. Il 30 maggio la petroliera lasciò Swansea per Milford Haven, ove giunse il 31 maggio ripartendo subito per Liverpool, dove arrivò il 1º giugno; il 3 giugno ripartì da Liverppol per Holyhead, dove arrivò il 4 giugno e da dove ripartì l'indomani con il convoglio «BB 182» (Belfast Lough-Milford Haven 5-6 giugno 1942, 17 mercantili ed una nave scorta), arrivando a Swansea il 6 giugno e trasferendosi poi a Milford Haven il 9 giugno (trasferendosi a Swansea nel corso della stessa giornata). In giugno la nave si spostò tra Milford Haven (partenza il 10 giugno), Liverpool (arrivo l'11 giugno, partenza il 13) e Swansea (14 giugno), poi, il 3 ottobre 1942, l'Empire Control ripartì da Swansea per Milford Haven, arrivandovi l'indomani e ripartendo il 5 per Heysham (Lancaster), dove arrivò il 6 ottobre, restandovi sino all'11, quando ripartì per Londonderry, con arrivo il 12 ottobre. La pirocisterna lasciò Londonderry il 30 giugno 1943 per Belfast, ove arrivò il 3 luglio e da dove successivamente ripartì per Clyde il 27 del mese, tornando tuttavia a Belfast il giorno stesso e raggiungendo nuovamente Clyde da dove proseguì, il 4 aprile, alla volta di Loch Ewe (Scozia), ove arrivò il 6 agosto: salpata poi con il convoglio «WN 465», l'unità arrivò a Methil il 9 agosto. Lo stesso giorno l'Empire Control ripartì da Methil con il convoglio «FS 1190», arrivando a Southend l'11 agosto, ripartendo il 14 agosto con il convoglio «FN 1099» ed arrivando il 16 agosto a Methil; l'indomani l'unità ripartì da Methil insieme al convoglio «EN 269» ed arrivò a Clyde il 19 agosto, ripartendone il 22 alla volta di Loch Ewe, dove arrivò il 24 del mese. Il 26 agosto la pirocisterna arrivò a Methil insieme al convoglio «WN 471», ripartendo l'indomani con il convoglio «FS 1205» ed arrivando a Southend due giorni più tardi, per poi prendere nuovamente il mare, unitamente al convoglio «FN 1122», il 9 settembre, giungendo a Methil l'11. Il 14 settembre la petroliera lasciò Methil con il convoglio «EN 280» ed arrivò a Clyde il 17 settembre, ripartendo il 21 ed arrivando a Loch Ewe dopo due giorni. Il 25 settembre la nave, aggregata al convoglio «WN 483», arrivò a Methil, da dove ripartì l'indomani alla volta di Southend con il convoglio «FN 1231», giungendo a destinazione il 29 settembre. Il 4 ottobre l'Empire Control salpò da Southend con il convoglio «FN 1143», arrivando a Methil il 6 ottobre; ripartita il giorno stesso, la nave arrivò a Clyde il 10 ottobre, insieme al convoglio «EN 291», e proseguì per Londonderry, dove arrivò l'indomani, trasferendosi a Clyde nella stessa giornata. Il 9 agosto 1945 la pirocisterna lasciò Londonderry e tre giorni più tardi raggiunse Falmouth.
Nel 1945, terminata la guerra, la pirocisterna venne disarmata a Falmouth, in attesa di essere trasformata in nave officina, ma nel 1948 l'unità venne ceduta alla Shell Company of Gibraltar Ltd. di Londra, che la ribattezzò Kleinella e la impiegò come deposito di carburante a Gibilterra sino al 1953, quando la vendette per demolizione alla Clayton & Davie Ltd di Dunston-on-Tyne. La vecchia Kleinella giunse a Dunston il 14 luglio 1953, venendo quindi demolita nel mese di dicembre.